# Madunice
Madunice (deutsch Madunitze, ungarisch Vágmedence – bis 1898 Madunic) ist eine Gemeinde in der Westslowakei, im weitläufigen Tal am rechten Ufer des Flusses Waag. Die Gemeinde liegt etwa 17 km östlich von Trnava und etwa 20 km südlich von Piešťany.

## Lage
Die Gemeinde liegt an der Bahnstrecke Bratislava–Žilina. Die Straße Nr. 61 für durch die Gemeinde. Weiterhin besitzt die Gemeinde einen Anschluss an die Autobahn D1.

## Kultur

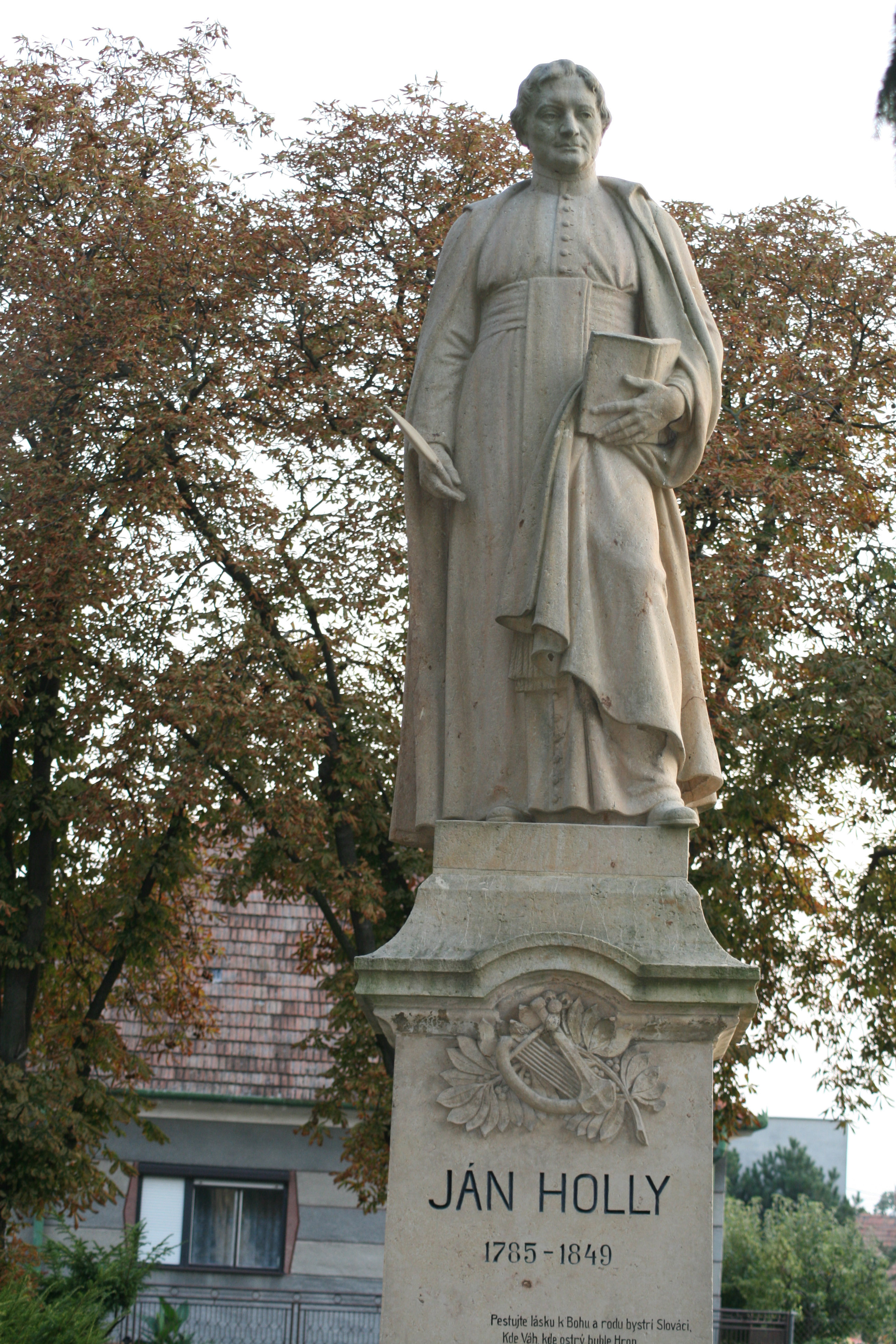

### Kirche der Jungfrau Maria
An der Hauptstraße ist die römisch-katholische Kirche gelegen. Die nur aus einem Hauptschiff bestehende Kirche besitzt einen Eichenholz-Altar. Das Holz stammt von einer Eiche, unter der schon der Dichter Ján Hollý seine Gedichte verfasst haben soll.

### Amphitheater
In der Gemeinde befindet sich ein Amphitheater, in dem Konzerte, Veranstaltungen sowie das Zwiebel-Festival stattfinden.

### Das Zwiebel-Festival
Im August findet das Zwiebel-Festival statt. Hierbei dreht sich alles um die Zwiebel. Es finden Wettbewerbe statt; zum Beispiel wie die längste geschälte Zwiebelschale prämiert. Daneben ist ein Markt aufgebaut und ein Umzug vom zentralen Platz der Gemeinde zum Amphitheater wird abgehalten. Des Weiteren wird an verschiedenen Stellen Livemusik gespielt.

## Bevölkerung
| Jahr                | 1994 | 2004     | 2014    | 2024    |
| ------------------- | ---- | -------- | ------- | ------- |
| Anzahl der Personen | 1854 | 2040     | 2191    | 2340    |
| Unterschied         |      | +10,03 % | +7,40 % | +6,80 % |

| Jahr                | 2023 | 2024    |
| ------------------- | ---- | ------- |
| Anzahl der Personen | 2341 | 2340    |
| Unterschied         |      | −0,04 % |